# امبونگو اکوفا
امبونگو اکوفا (انگلیسی: Mbungu Ekofa؛ زادهٔ ۲۴ نوامبر ۱۹۴۷) بازیکن فوتبال اهل جمهوری دموکراتیک کنگو بود.
وی همچنین در تیم ملی فوتبال زئیر بازی کرده‌است.